# Władysław Maluszycki
Władysław Maluszycki (ur. 6 czerwca 1873 w Mohylewie, zm. wiosną 1940 w Charkowie) – pułkownik artylerii Wojska Polskiego, ofiara zbrodni katyńskiej.

## Życiorys
Syn Feliksa i Anastazji z Jacynów urodzony 6 czerwca 1873 w Mohylewie. Wykształcenie w zakresie siedmioklasowej szkoły realnej uzyskał w Gatczyńskim Instytucie Sierot Imperatora Mikołaja I (ros. Гатчинский сиротский институт императора Николая I) w Gatczynie. 15 września 1895 został przyjęty do Konstantynowskiej Szkoły Artylerii (ros. Константиновское артиллерийское училище) w Petersburgu. 13 sierpnia 1897, po ukończeniu szkoły, został mianowany podporucznikiem ze starszeństwem z 12 sierpnia 1896 i wcielony do 43 Brygady Artylerii (ros. 43-я артиллерийская бригада), która wchodziła w skład 43 Dywizji Piechoty. 26 listopada 1902 został przeniesiony do Samodzielnego Korpusu Straży Granicznej (ros. Отдельный корпус пограничной стражи) i przydzielony do Zaamurskiego Oddziału Straży Granicznej (ros. Заамурский пограничный округ) w Harbinie na stanowisko oficera górskiej baterii artylerii konnej.
25 listopada 1914 w bitwie pod Łodzią, obok wsi Janinów, został ciężko ranny w rękę, 14 lipca 1915 kontuzjowany, a 23 maja 1916 lekko ranny na Wołyniu.
W 1918 pełnił służbę w II Korpusie Polskim w Rosji na stanowisku dowódcy 4 Brygady Artylerii.
22 listopada 1919 został przyjęty do Wojska Polskiego z zatwierdzeniem posiadanego stopnia pułkownika artylerii i przydzielony do Generalnego Inspektoratu Artylerii. 7 kwietnia 1920 został mianowany dowódcą 2 litewsko-białoruskiego pułku artylerii polowej, który organizował się w Wołkowysku. W 1920, w czasie wojny z bolszewikami, walczył w składzie Grupy Artylerii Radzymin. 11 czerwca 1920 został zatwierdzony z dniem 1 kwietnia 1920 w stopniu podpułkownika, w artylerii, w grupie oficerów byłych Korpusów Wschodnich i byłej armii rosyjskiej. 9 listopada 1920 został zwolniony ze stanowiska dowódcy pułku. Później służył w 1 pułku artylerii polowej oraz Powiatowej Komendzie Uzupełnień Zamość na stanowisku komendanta. 3 maja 1922 został zweryfikowany w stopniu pułkownika ze starszeństwem z dniem 1 czerwca 1919 i 26. lokatą w korpusie oficerów artylerii. W maju 1923 został przydzielony do PKU Sochaczew w Grodzisku na stanowisko komendanta, lecz już w następnym miesiącu został zwolniony ze stanowiska i przydzielony do Rezerwy Oficerów Sztabowych DOK VIII w Toruniu. 1 marca 1924, w związku z likwidacją Rezerwy Oficerów Sztabowych DOK VIII, został przydzielony do macierzystego 27 pułku artylerii polowej we Włodzimierzu z równoczesnym odkomenderowaniem do Szefostwa Artylerii i Uzbrojenia DOK VIII w Toruniu, do czasu otrzymania przydziału na etatowe stanowisko. Później w 8 Okręgowej Składnicy Artylerii. Z dniem 1 marca 1927 został mu udzielony dwumiesięczny urlop z zachowaniem uposażenia, a z dniem 30 kwietnia tego roku został przeniesiony w stan spoczynku. W 1934 pozostawał na ewidencji Powiatowej Komendy Uzupełnień Warszawa Miasto III z przydziałem mobilizacyjnym do Oficerskiej Kadry Okręgowej Nr I (dyspozycja dowódcy Okręgu Korpusu Nr I).
Został osadnikiem wojskowym w powiecie kowelskim.
W nieznanych okolicznościach, po agresji ZSRR na Polskę, dostał się do niewoli sowieckiej i został osadzony w obozie w Starobielsku. Wiosną 1940 został zamordowany przez funkcjonariuszy NKWD w Charkowie i pogrzebany potajemnie w bezimiennej mogile zbiorowej w Piatichatkach, gdzie od 17 czerwca 2000 mieści się oficjalnie Cmentarz Ofiar Totalitaryzmu w Charkowie. Figuruje na tzw. liście Gajdideja (poz. 2277).
Postanowieniem nr 112-48-07 Prezydenta RP Lecha Kaczyńskiego z 5 października 2007 został awansowany pośmiertnie na stopień generała brygady. Awans został ogłoszony 9 listopada 2007 w Warszawie, w trakcie uroczystości „Katyń Pamiętamy – Uczcijmy Pamięć Bohaterów”.

## Ordery i odznaczenia
- Krzyż Walecznych nr 12742 – 1921[20][21]

rosyjskie
- Order Świętego Jerzego 4 stopnia
- Order Świętego Włodzimierza 3 stopnia
- Order Świętego Włodzimierza 4 stopnia z mieczami
- Order Świętej Anny 2 stopnia
- Order Świętej Anny 3 stopnia z mieczami i kokardą
- Order Świętego Stanisława 3 stopnia z mieczami i kokardą
- Order Świętej Anny 4 stopnia z napisem na szabli „Za odwagę” dwukrotnie